# استویان بالوف
استویان بالوف (بلغاری: Стоян Балов؛ زادهٔ ۲۴ مارس ۱۹۶۰) کشتی‌گیر اهل بلغارستان بود.